# Alcippe fratercula
La fulvetta de Rippon (Alcippe fratercula) es una especie de ave paseriforme de la familia Pellorneidae propia del sureste asiático.

## Distribución
Se encuentra en el sur de China, el sureste de Birmania y el norte de Indochina.